# چزنک
چـِزِنَک نوعی شیرینی است که میان مردم لر و مردم لک در استان لرستان پخته می‌شود.در برخی مناطق مثل نورآباد به نوعی شیرینی با همین دستور پخت   شلکینه گفته میشود.

## روش پخت
برای پخت چزنک ابتدا یک خمیر آبکی تهیه کرده و آن را روی ساج (به لری: تاوه) می‌ریزند و تا حد امکان آن را پهن و نازک می‌کنند. پس از پخت کامل و زمانی که همچنان نان آماده شده داغ است روی آن روغن حیوانی ریخته و با شکر یا شیره انگور آماده می‌کنند.